# Morane-Saulnier T
Morane-Saulnier T byl francouzský bombardér zkonstruovaný roku 1914 a v malých počtech nasazený během první světové války.

## Konstrukce
Jednalo se o rozměrný dvoumotorový dvouplošník konvenční konstrukce, s nestupněnými křídly stejného rozpětí, s mezikřídelním vzpěrovým systémem pětikomorového uspořádání. Zadní část trupu kónického tvaru a rozměrná trojúhelníková kýlovka připomínaly stíhací letouny firmy Morane-Saulnier z téhož období, ve zvětšeném provedení. Tažné motory byly umístěny v aerodynamicky tvarovaných gondolách nesených na vzpěrách mezi křídly. Vrtule byly opatřeny rozměrnými kužely. Podvozek sestával ze dvou hlavních podvozkových noh, z nichž každá nesla dvě kola spojená dlouhou osou, záďové ostruhy, a pomocného kola pod přídí letounu. V trupu byly tři nekryté kokpity tandemového uspořádání, jeden v přídi letadla pro předního střelce, následovaný prostory pro pilota a zadního střelce.

## Nasazení
Ačkoliv letoun byl původně navržen jako bombardér, Francouzská armáda jej v roce 1916 objednala s cílem užívat jej jako doprovodný stroj pro bombardéry či průzkumný letoun. Vojenské označení znělo Morane-Saulnier 25 A.3, kde „A.3“ označuje kategorii třímístných průzkumných strojů pro spolupráci s armádou. Původní zakázka zněla na sto kusů, ale nakonec byl vyroben jen menší počet, než byla objednávka zrušena. Na frontě byl typ nasazen u letek C 4, C 11, C 17, C 30, C 39 a C 47, u nichž doplňoval jejich hlavní výzbroj. Není známo, že by u některé jednotky tvořil její jedinou či hlavní výzbroj.

## Uživatelé
- Francie
  - Aéronautique militaire

## Specifikace

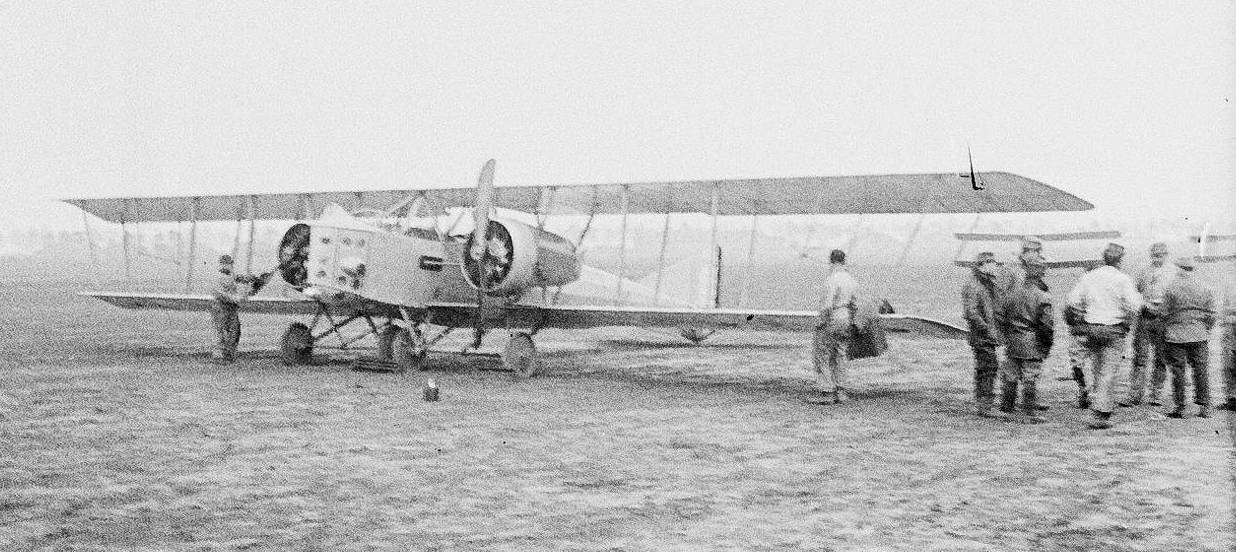
Morane-Saulnier T

Údaje podle Jane's Fighting Aircraft of World War I a French Aircraft of the First World War

### Technické údaje
- Posádka: 3 (pilot a dva střelci)
- Délka: 10,50 m
- Rozpětí: 17,65 m
- Výška:
- Nosná plocha: 100 m²
- Prázdná hmotnost:
- Maximální vzletová hmotnost: 3 773 kg
- Pohonná jednotka: 2 × rotační motor Le Rhône 9Jb
- Výkon pohonné jednotky:  82 kW (110 hp)

### Výkony
- Maximální rychlost: 156 km/h
- Cestovní rychlost:
- Dolet:
- Dostup: 4 500 m
- Stoupavost:

### Výzbroj
- 2 × pohyblivý kulomet[1]